# Unakite
Scoperta per primo sui Monti Unakas negli Stati Uniti, l'unakite è un granito alterato, composto da ortoclasio rosa, epidoto e quarzo.

Si può rinvenire in diverse tonalità di rosa e verde; è considerata come gemma e viene utilizzata in gioielleria e per realizzare piccoli oggetti.
L'unakite può essere ritrovata in ciottoli nei depositi glaciali sulle coste del Lago Superiore e sulle Blue Mountains.

## Caratteristiche chimico fisiche
- Durezza (secondo la scala di Mohs): 6-7[1]
- Densità: 2,8-3,2 g/cm³[1]
- Frattura: irregolare[1]
- Colore della polvere/striscio: bianco[1]
- Lucentezza: vitrea o cerea[1]

## Origine
L'unakite è un tipo di granito in cui il plagioclasio viene sostituito con l'epidoto a causa di alterazioni idrotermali causati dalla circolazione di masse liquide nella medesima matrice rocciosa.

## Il taglio
A sfere per collane, in piccole lastre per pendenti, in piccoli oggetti ornamentali scolpiti, o, più frequentemente, a cabochon.

## Imitazioni
Sono varie le rocce simili alla unakite, tra cui sono da annoverare:
- varie rocce metamorfiche e vulcaniche dai colori rosa e verde;
- varie rocce provengono dallo Zimbabwe, dall'Irlanda e nel Quebec ove affiorano vari graniti con epidoto simili all'unakite;
- pietre similari ma con tinte più vivaci e una grana più grossolana provengono dalla Siberia e dall'India;
- idrogrossularia massiva;
- rodonite.